# Gazella arabica
La gacela arábiga (Gazella arabica) es una especie de mamífero bóvido de  Arabia Saudita. Se conoce a partir de un espécimen macho hallado en las islas Farasan en el mar Rojo en 1825. Sin embargo, se considera que es muy improbable que el espécimen fuese hallado en ese sitio y que representara una antigua población sobre la isla. Las gacelas que actualmente ocupan estas islas son una subespecie de la gacela de montaña (Gazella gazella), la cual se distingue de esta especie por las características craneales. En 2006, se consideró en la Lista Roja de la UICN como extinta; sin embargo, desde 2008 se consideró como especie con datos insuficientes a causa de las dudas existentes con respecto a la validez del taxón.